# ’Til Death Do Us Unite
’Til Death Do Us Unite (с англ. — «Пока смерть не объединит нас») — восьмой студийный альбом немецкой трэш-метал группы Sodom, выпущенный 24 февраля 1997 года на лейбле GUN Records. Это первый альбом Sodom с гитаристом Бёрндом «Bernemann» Костом и барабанщиком Бобби Шоттковски. На песню «Fuck the Police» было выпущено музыкальное видео.

## Список композиций
Слова и музыка всех песен — Томасом Зухом.
| №                   | Название                                            | Длительность |
| ------------------- | --------------------------------------------------- | ------------ |
| 1.                  | «Frozen Screams»                                    | 2:56         |
| 2.                  | «Fuck the Police»                                   | 3:27         |
| 3.                  | «Gisela»                                            | 2:39         |
| 4.                  | «That's What an Unknown Killer Diarized»            | 4:42         |
| 5.                  | «Hanging Judge»                                     | 2:46         |
| 6.                  | «No Way Out»                                        | 2:47         |
| 7.                  | «Polytoximaniac»                                    | 2:27         |
| 8.                  | «'Til Death Do Us Unite»                            | 5:12         |
| 9.                  | «Hazy Shade of Winter» (кавер на Simon & Garfunkel) | 1:59         |
| 10.                 | «Suicidal Justice»                                  | 2:47         |
| 11.                 | «Wander in the Valley»                              | 3:51         |
| 12.                 | «Sow the Seeds of Discord»                          | 2:30         |
| 13.                 | «Master of Disguise»                                | 3:03         |
| 14.                 | «Schwerter Zu Pflugscharen»                         | 4:01         |
| 15.                 | «Hey, Hey, Hey Rock'n Roll Star»                    | 4:18         |
| Общая длительность: | Общая длительность:                                 | 49:28        |

## Участники записи
Sodom
- Томас Зух — вокал, бас-гитара
- Бёрнд «Bernemann» Кост — гитара
- Бобби Шоттковски — ударные

Приглашённые музыканты
- Алекс Крафт — гитарное соло в песне «Hey, Hey, Hey Rock 'N' Roll Star»

Производственный персонал
- Харрис Джонс — продюсирование